# Kalholm (1 km sydväst om Kasnäs, Kimitoön)
Kalholm är en ö i Finland. Den ligger i Skärgårdshavet 1 km sydväst om Kasnäs i kommunen Kimitoön i landskapet Egentliga Finland, i den sydvästra delen av landet. Ön ligger omkring 60 kilometer söder om Åbo och omkring 140 kilometer väster om Helsingfors. Kalholm ligger 11 meter över havet.
Öns area är 3,9 hektar och dess största längd är 290 meter i sydväst-nordöstlig riktning. Närmaste större samhälle är Dragsfjärd, 17,2 km norr om Kalholm.